# Station Oldham Mumps
Oldham Mumps is een spoorwegstation van National Rail in Oldham, Oldham in Engeland. Het station is eigendom van en wordt beheerd door Manchester Metrolink. 